# Elísio Medrado
Elísio Medrado är en kommun i Brasilien.   Den ligger i delstaten Bahia, i den östra delen av landet, 1 000 km öster om huvudstaden Brasília. Antalet invånare är 7 952.
Omgivningarna runt Elísio Medrado är en mosaik av jordbruksmark och naturlig växtlighet. Runt Elísio Medrado är det ganska glesbefolkat, med 48 invånare per kvadratkilometer.